# Fissidens dubius
A Fissidens dubius egy lombosmoha a Fissidentaceae családból.

## Jellemzői
Fissidens dubius sűrű gyepekben növő, zöld, sárgás-vagy barnászöld színű mohafaj. Hajtásai elágazóak lehetnek, kb. 2–5 cm magasak. A levelek két oldalt, laposan két sorban állnak. A levelek nyelv vagy lándzsa alakúak, párhuzamos szélűek, röviden szűkül hegybe a levélcsúcs. A felső részén a levélszél szabálytalanul fogazott. A hüvelyi rész hosszabb mint a felső egyszeres levéllemez. A levélér a csúcs előtt ér véget, de erőteljes.
Az egy sejtrétegből álló levéllemezen vannak két sejtrétegből álló csoportok (ezek homályosnak látszanak mikroszkópban megfigyelve). A sejtek kerekdedek vagy kissé négyszögletesek, 7-12 mikron átmérőjűek. A levél szélén látható egy 3-4 sejtből álló világosabb szegély, de a sejtek alakja nem tér el a levél többi sejtjétől.
A toknyél körülbelül 1 centiméter hosszú, mely a növény közepéről vagy aljáról ered. A spóratok gyengén íves, ferdén csatlakozik a nyélhez. A tokfedő egy kicsit görbe, hosszú csőrrel rendelkezik. A spórák késő ősztől kora tavaszig érnek.

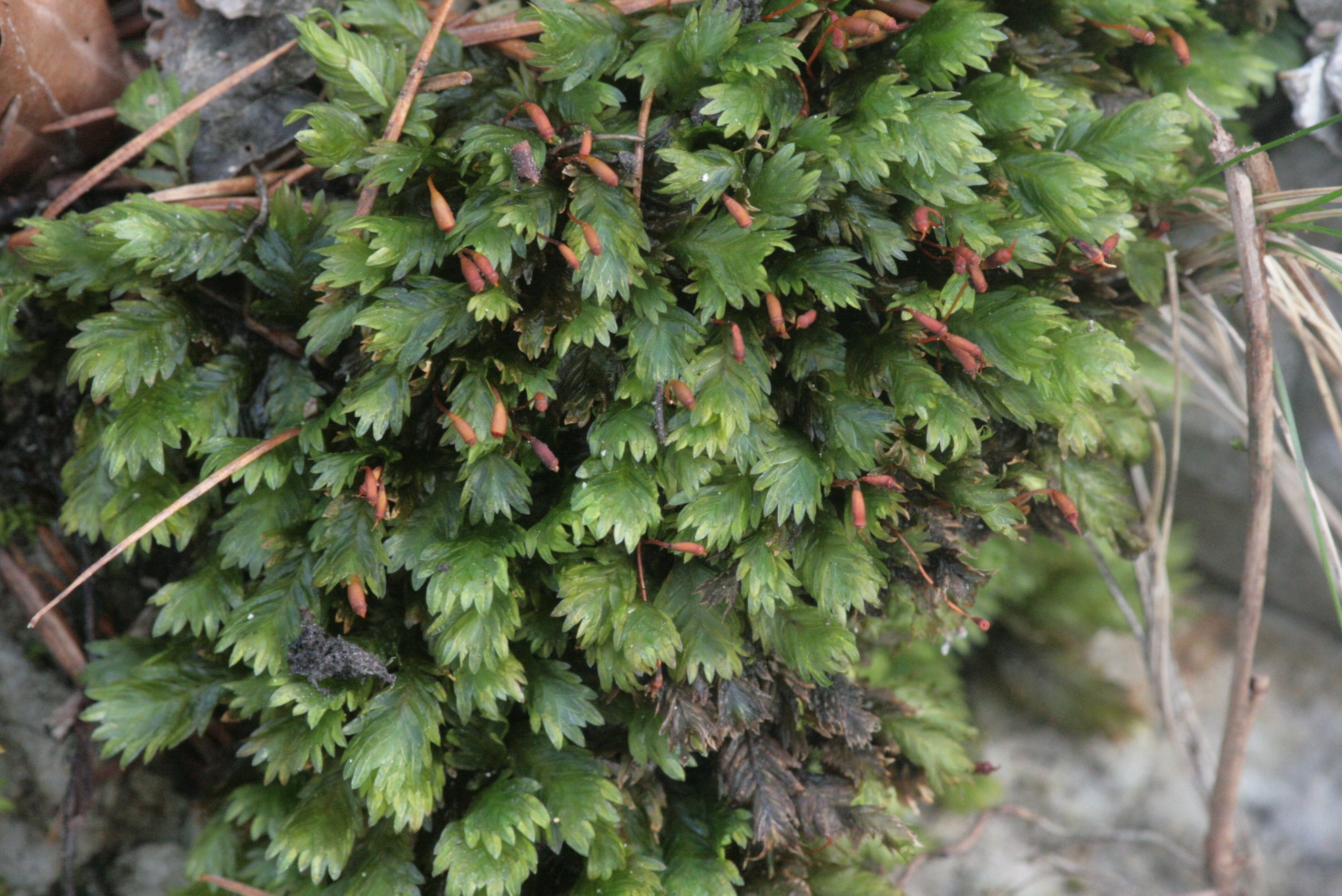
Habituskép
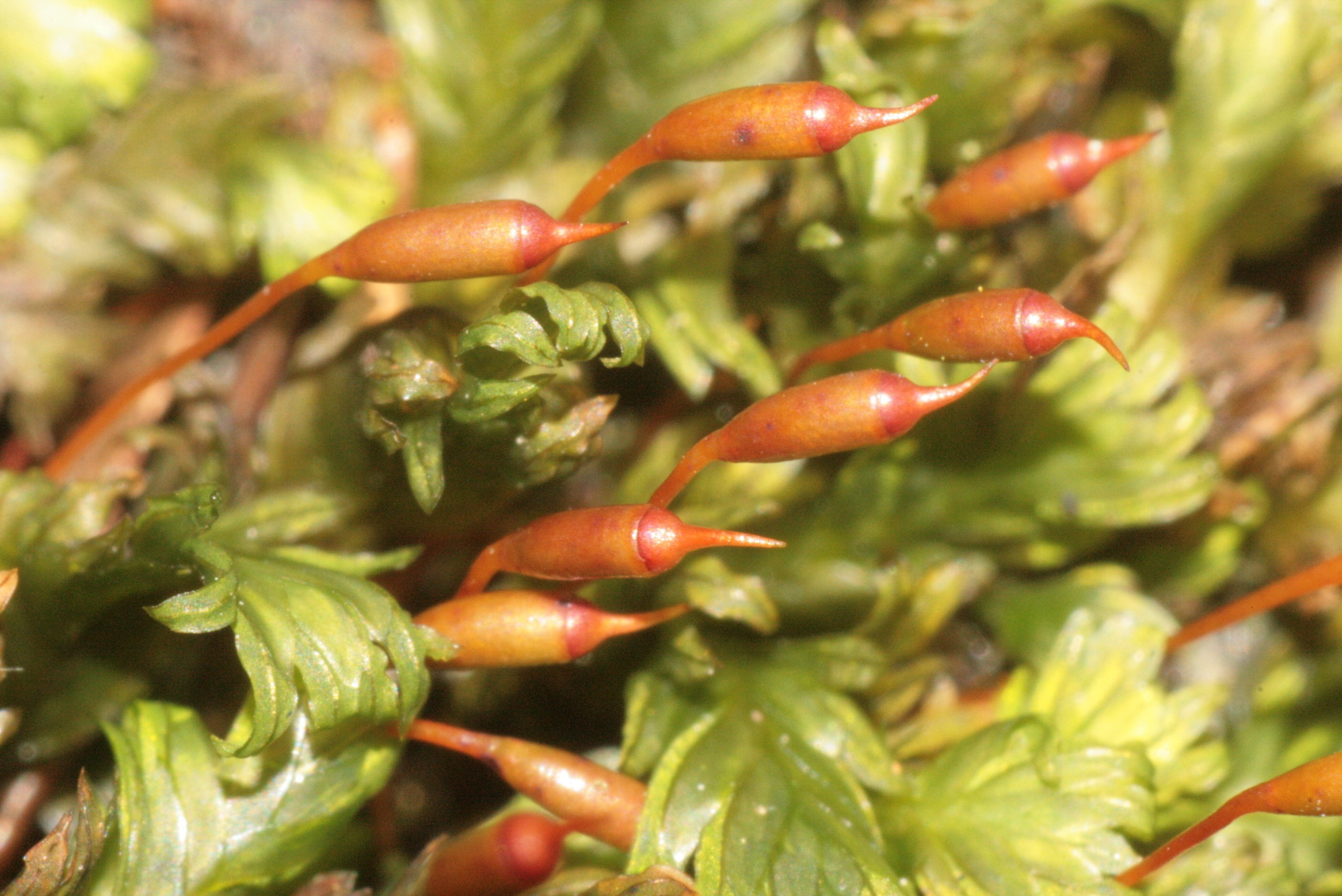
Spóratokok
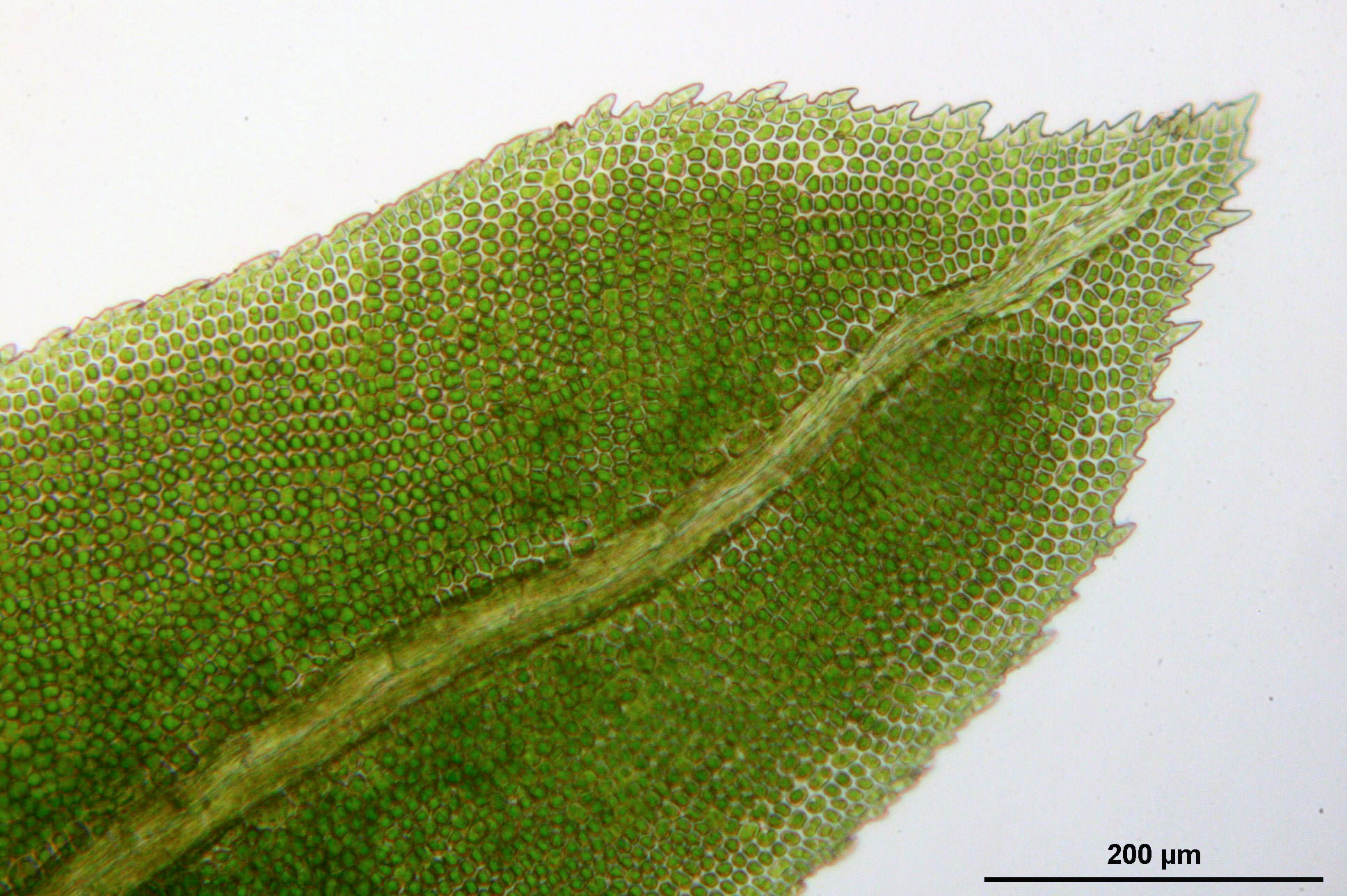
Erősen csipkés szélű levélcsúcs
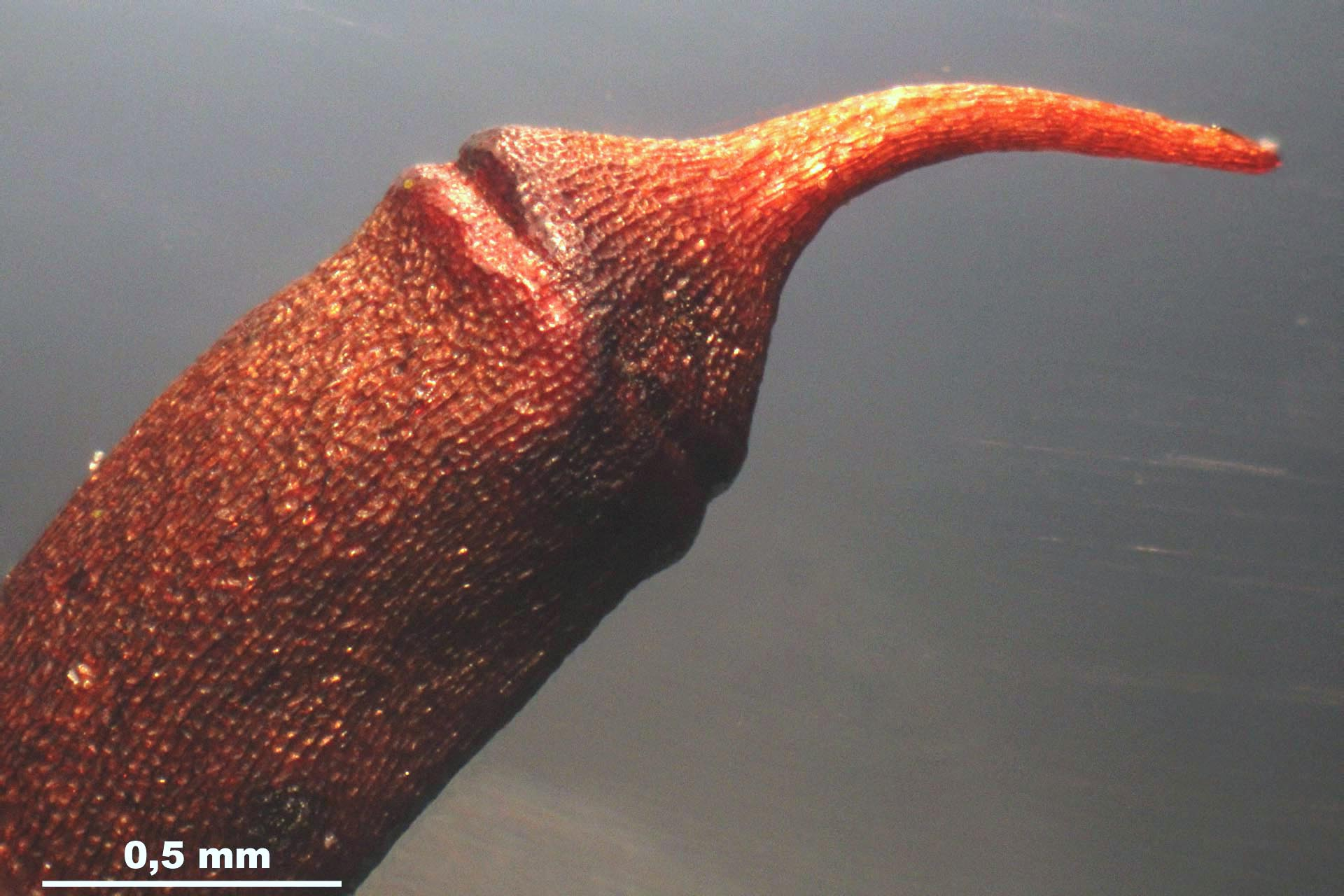
Spóratok fedője

## Élőhelye, elterjedése
Ez a mohafaj elég tág tűrésű faj, nedves és szárazabb, árnyékos és fényben gazdag helyeken, köveken és talajon is megél, de csak meszes aljzaton (mészkő, lösz).
Előfordul Európában, Ázsiában, Észak-Afrikában, az Azori-szigeteken, Kanári-Szigeteken, Madeira-n, valamint Észak- és Közép-Amerikában. Közép-Európában elsősorban az alacsonyabb hegységekben, valamint az Alpokban gyakori, egyébként ritka. Magyarországon a középhegységekben gyakori. Hazai vörös listás besorolása: nem veszélyeztetett (LC).

## Hasonló fajok
A Fissidens adianthoides nagyon hasonló hasadtfogú mohafaj, de nagyobb termetű. A levelek sejtjei nagyobbak és nincsenek két sejtsorból álló szigetek a leveleken.

## Fordítás
- Ez a szócikk részben vagy egészben  a   Kamm-Spaltzahnmoos című német Wikipédia-szócikk ezen változatának fordításán alapul.  Az eredeti cikk szerkesztőit annak laptörténete sorolja fel. Ez a jelzés csupán a megfogalmazás eredetét és a szerzői jogokat jelzi, nem szolgál a cikkben szereplő információk forrásmegjelöléseként.